# Đường dây thuê bao
Trong viễn thông, đường dây thuê bao (tiếng Anh: subscriber line hay local loop) là đường truyền vật lý nối tòa nhà thuê bao đến điểm cung cấp dịch vụ của nhà cung cấp dịch vụ. Điểm cuối của đường dây thuê bao về phía nhà cung cấp dịch vụ thường là tổng đài nội hạt. Đường dây thuê bao truyền thống là những đôi cáp xoắn từ tổng đài đến nhà thuê bao. Tuy nhiên, hiện nay có nhiều loại đường dây thuê bao khác chẳng hạn như dùng công nghệ cáp quang hoặc công nghệ không dây. Cho nên có thể liệt kê một số loại sau:
- Đường dây thuê bao dùng cáp điện: PLT hay PLC.
- Đường dây thuê bao dùng cáp quang: FiOS.
- Đường dây thuê bao vệ tinh: DVB-S.
- Đường dây thuê bao dùng cáp kim loại.
- Đường dây thuê bao vô tuyến (wireless local loop): LMDS, WiMAX, GPRS, HSDPA, DECT.

Đường dây thuê bao có thể dùng để truyền các dịch vụ sau:
- Điện thoại.
- ISDN.
- Các dịch DSL (ADSL...)